# Richard Lescot
Richard Lescot est un moine de Saint-Denis du XIVe siècle et un historiographe de France. 
Il est célèbre pour avoir exhumé de la bibliothèque du monastère de Saint-Denis un texte contenant la loi salique, dont de ce fait on lui attribue la redécouverte,.

## Publications
- Jean Lemoine (éditeur), Chronique de Richard Lescot, religieux de Saint-Denis (1328-1344), suivie de la continuation de cette chronique (1344-1364), Paris, Renouard, 1896[3]